# Maa (språk)
Maa (eget namn: ɔl Maa), ibland massaj, är ett östnilotiskt språk i den nilo-sahariska språkfamiljen, som talas av knappt en miljon massajer i Kenya och Tanzania, samt av yaakufolk i Kenya. Språket är nära besläktat med arakuyu och samburu.
Språket är dåligt dokumenterat, mestadels inte skrivet och därför hotat. Antal talare är cirka 800 000 som indelas ganska jämnt mellan Kenya och Tanzania. Maa delas i 14 huvuddialekter. Språket skrivs med latinska alfabetet. För första gången översattes Bibeln i sin helhet till maasaj år 1991.
Många ortnamn i Östrafrika kommer ursprungligen från maa, exempelvis Nairobi (na-rb, "kallt vatten"), Amboseli (em-pósél), Naivasha (-na-pshà), Nakuru (na-kírr-ò) och Narok (enk-ár ná-rk). Maa har i sin tur många lånord från swahili och engelska.

## Fonologi

### Konsonanter
|             | Labial | Alveolar | Palatal | Velar | Glottal |
| ----------- | ------ | -------- | ------- | ----- | ------- |
| Nasal       | m      | n        | ɲ       | ŋ     |         |
| Klusil      | p      | t        |         | k     |         |
| Implosiv    | ɓ      | ɗ        | ʄ       | ɠ     |         |
| Frikativ    |        | s        | ʃ       |       | h       |
| Tremulant   |        | r        |         |       |         |
| Flappar     |        | ɾ        |         |       |         |
| Lateral     |        | l        |         |       |         |
| Approximant | w ~ ww |          | j ~ jj  |       |         |

Källa:

### Vokaler
|              | Främre | Central | Bakre |
| ------------ | ------ | ------- | ----- |
| Slutten      | i      |         | u     |
| Halvsluten   | ɪ      |         | ʊ     |
| Mellansluten | e      |         | o     |
| Mellanöppen  | ɛ      |         | ɔ     |
| Öppen        |        | a       |       |

Källa:
Maa är ett tonspråk, där skillnader i ton har grammatisk betydelse.